# Рано утром (фильм)
«Рано утром» — советская киномелодрама 1965 года.

## Сюжет
У Алёши, заканчивающего школу, и его маленькой сестры Нади умирает отец и они остаются одни. Алёша устраивается на завод и решает сам вырастить сестру. Он отказывается отдать её в детский дом, а потом отказывает и своей тёте Жанне Васильевне, приехавшей из Архангельска для того, чтобы взять Надю к себе. Алёша начинает встречаться с девушкой из соседнего подъезда Люсей, но она требует, чтобы он уделял ей всё своё время, и их отношения прерываются. Надя идёт в первый класс.
Закончив восьмой класс, Надя устраивается на фабрику. Её брат — уже бригадир. Ему приходится нелегко то с парнем, всё время отлынивающим от работы, то с рабочим из его бригады, безнравственным способом получившим квартиру. На фабрике Надю очаровывает видная красивая Оля своей манерой выделяться и «красиво» жить, но когда Оля приглашает Надю в ресторан со своей компанией, она случайно узнаёт, что самоуверенный парень Костя Рубакин, с которым встречается Оля, — вор, которого арестовывают после ресторана.
Алёша и Надя получают письмо от своей тёти из Архангельска и решают туда съездить, но муж тёти оказывается человеком жёстким, видящим в молодёжи только плохое, и, не пробыв там и двух дней, они уезжают обратно.
За Надей пытается ухаживать наладчик её участка Дима, но он ей кажется неинтересным. Дима передаёт ей через знакомого на проходной билет на спектакль «Ромео и Джульетта». Заинтригованная Надя собирается на спектакль, но незадолго до конца смены в цехе узнают, что Дима разбился на мотоцикле, и бригада настаивает на том, чтобы Надя сходила к нему в больницу. Надя не хочет идти, не подозревая, что он и есть тот, кто прислал ей билет. Когда она всё же приходит в больницу, то узнаёт, что Дима скончался. В слезах она стоит около театра, и один парень расспрашивает её о том, что у неё случилось.
Однажды вернувшись домой, Надя обнаруживает своего брата с девушкой, на которой он решил жениться. Спустя какое-то время, выходя из проходной после работы, Надя видит парня, который утешал её около театра. Она понимает, что он дожидается её.

## В ролях
- Николай Мерзликин — Алёша
- Оля Бобкова — Надя в детстве
- Наина (Фаина) Никитина — Надя
- Нина Сазонова — Галина Петровна, соседка
- Валерий Носик — Дима
- Олег Жаков — Николай, начальник участка
- Зинаида Воркуль — мать Оли
- Александр Петров — отец Алёши и Нади
- Елена Максимова — мать Жени Горохова
- Маргарита Лифанова — Жанна Васильевна
- Геннадий Крынкин — Костя, жених Оли
- Геннадий Корольков — парень, провожающий Надю
- Иван Рыжов — Дмитрий Дмитриевич
- Любовь Корнева — Люся
- Эмилия Мильтон — няня в загородном детском саду
- Владимир Смирнов — Олег Фоменцев
- Виктор Щеглов — Петечка, муж Жанны Васильевны

Эдуард Хиль исполняет песню «Когда мы выходим в дорогу с тобой».

## Съёмочная группа
- Автор сценария — Вера Панова
- Режиссёр — Татьяна Лиознова
- Оператор — Пётр Катаев
- Композитор — Марк Фрадкин
- Художники — Альфред Таланцев, Михаил Фишгойт

Натурные съёмки проходили в Днепропетровске.
Эпизод, когда Надя бежит за ключами к Оле, снимался в доме №3 или №5 на Крестьянской площади, угол Лаврова переулка в Москве.